# Sentheim
Sentheim là một xã ở tỉnh Haut-Rhin trong vùng Grand Est ở đông bắc Pháp. Xã này có diện tích 6,18 km², dân số năm 1999 là 1495 người. Khu vực này có độ cao 360 mét trên mực nước biển.